# Conegliano
Conegliano (venecijanski: Conejan) je grad i općina u pokrajini Treviso (regija Veneto) u sjevernoj Italiji, oko 30 km sjeverno od glavnog grada pokrajine, Trevisa, te ima 35.082 stanovnika (2018.). 
Dana 7. srpnja 2019. godine „Brežuljci prošeka Coneglianoa i Valdobbiadenea” upisani su na UNESCO-ov popis mjesta svjetske baštine u Europi. Naime, krajolik karakteriziraju hrbati brežuljci ciglioni, male parcele vinove loze na uskim travnatim terasama, te šume, mala sela i poljoprivredna zemljišta. Stoljećima je ovaj grbav teren čovjek oblikovao i prilagođavao, te je od 17. st. nastao poseban šahovski krajolik koji se sastoji od redova vinove loze paralelnih i okomitih prema padinama.

## Zemljopisne odlike
Područje Conegliana leži u podnožju brežuljaka prošeka koje prethode pred-alpskim predjelima Belluno, u srednjoj poziciji između venecijanske nizine i Alpa. Nalazi se gotovo na pola puta između Trevisa (u čiju pokrajinu pripada) i Belluna, a oba grada su lako dostupni zahvaljujući autocesti A27.
Rijeka Monticano teče kroz Conegliano, gdje ju kanal Refosso povezuje s potokom Ruio.

## Povijest
Osnivanje grada seže do srednjovjekovnih bogatih Mlečana, koji su sagradili svoje ljetnikovce u brdovitom krajoliku. U 12. stoljeću izgrađen je dvorac na sjeveru grada, od kojega su ostale samo ruine poslije Prvog svjetskog rata. Tako je nekadašnja stražarska kula sada gradski muzej, Museo Civico.
Od Bečkog kongresa (1815.) do 1866. godine, grad Conegliano je bio dio austrijske monarhije (Lombardsko-venetsko Kraljevstvo), a od tada pripada talijanskoj pokrajini Veneto.
Svakog lipnja u središtu Conegliana održava se „Dama Castellana”, živahna ženska zabava s nošnjama iz renesanse. U rujnu se igra tzv. „Enodama” u nekoliko tradicionalnih restorana. To je igra dame, ali su figure zamijenjene čašama ispunjenim bijelim i crnim vinom.

## Znamenitosti
- Contrada Granda je tradicionalni naziv glavne ulice u povijesnom središtu Conegliana. Vodi od ulice Via XX Settembre preko trga Piazza Cima do ulice Via Beato Marco Ongaro. Osim brojnih palača, ovdje se nalaze i katedrala i Scuola dei Battuti.
- Scuola dei Battuti je umetnuta između palača ul. Contrada. Fasada se ističe s devet oštrih lukova, a freske Pozzoserratoa (1593.) prikazuju biblijske figure i prizore. Na katu se nalazi Sala dei Battuti s freskama Francesca da Milana (1511.) i Pozzoserratoa (kasno 16. stoljeće).
- Trobrodna katedrala (Duomo) stoji odmah iza Scuole. Ulazni portal se nalazi ispod arkada.
- Muzej Giovanni Battista Cima u renesansnoj zgradi, nekadašnjem domu slikara Cima da Conegliana, nalazi se na ulici Via Cima, u blizini katedrale.
- Museo degli Alpini posvećen povijesti talijanskih planinskih postrojbi.
- U brdima oko Conegliana nalaze se Denominazione di origine controllata i garantita (DOCG) zona Colli di Conegliano („Brda Conegliana”). Ovdje se oba crvena i bijela talijanska vina proizvode s različitim razinama slatkoće, od suhih do slatkih passito (prošek) desertnih vina. God. 2019. ova brda su postala UNESCO-ova svjetska baština zbog tradicionalnog uzgoja na malim brežuljcima (ciglioni) i bellussera tehnike osposobljavanja vina iz 19. st. koja je doprinijela estetskim karakteristikama krajolika.[2]

- Scuola dei Battuti, iza tornja katedrale
- Sala dei Battuti
- Cima da Conegliano, Sveti razgovor, freska u katedrali Conegliana
- Muzej-kuća Giovannija Battiste Cime
- Museo degli Alpini iznad rijeke Monticano

## Vinarstvo Conegliana
Conegliano je poznat po vinu, uglavnom suhi bijeli prošek (napravljen od glera grožđa) koji dolazi u tri varijante: tranquillo (blago), frizzante (lagano pjenušavo) i spumante (pjenušavo). Tu je i najstarija i najprestižnija talijanska škola vina Scuola Enologica, ali i Istituto Sperimentale per la Viticoltura gdje se uzgaja nekoliko talijanskih sorti, uključujući Albarossa, Vega i Valentino nero. Osim toga, vinogradari Instituta pomogli su u spašavanju mnogih autohtonih talijanskih sorti grožđa od izumiranja, kao što je grožđe Valpolicella Bigolona.

## Zbratimljeni gradovi
- Garibaldi, Brazil
- Lismore, Australija

## Poznate osobe
- Alessandro Del Piero, nogometaš
- Cima da Conegliano, slikar
- Lorenzo da Ponte, libretist
- Marco Donadel, talijanski nogometni trener i bivši nogometaš
- Petar Nakić, franjevac i dijecezanski svećenik, hrvatski graditelj orgulja

## Vanjske poveznice
|  | Zajednički poslužitelj ima još gradiva o temi Conegliano |

- Službene stranice grada
- Kazalište Accademia na teatroaccademia.it (tal.)